# Concierto para piano (Schumann)

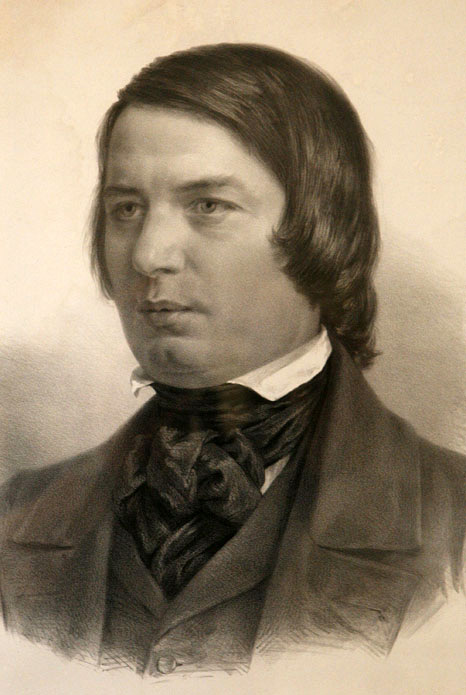
Robert Schumann en 1850.

El concierto para piano en la menor, Op. 54 es una pieza concertante para piano y orquesta escrita por Robert Schumann entre 1841 y 1845. Se estrenó el 4 de diciembre de 1845 en Dresde y su primera publicación tuvo lugar en 1846. La obra está dedicada al pianista y compositor alemán Ferdinand Hiller. Es uno de los conciertos para piano más interpretados y grabados del periodo romántico.

## Historia
Schumann ya había trabajado en varios conciertos para piano. Comenzó uno en mi bemol mayor en 1828, entre 1829 y 1831 trabajó en uno en fa mayor y, en 1839, escribió un movimiento de un concierto en re menor. Ninguna de estas obras llegó a completarse. Ya el 10 de enero de 1833, Schumann expresó por primera vez la idea de escribir un "Concierto para piano en la menor". En una carta a su futuro suegro, Friedrich Wieck, escribió:

Creo que el concierto para piano debe ser en do mayor o en la menor.

Del 17 al 20 de mayo de 1841 escribió su Fantasía en la menor para piano y orquesta. Schumann intentó sin éxito vender esta pieza de un solo movimiento a los editores. En agosto de 1841 y enero de 1843, el maestro revisó la pieza, pero no tuvo éxito. Su esposa Clara, una consumada pianista, le instó entonces a ampliarla y convertirla en un concierto para piano completo. En 1845 añadió el Intermezzo y el Allegro vivace para completar la obra. Fue el único concierto para piano que Schumann terminó. 
Schumann escribió siete obras concertantes, entre las que se encuentran sus tres conciertos para instrumento solista y orquesta —el Concierto para piano, Op. 54 (1841); el Concierto para violonchelo, Op. 129 (1850) y Concierto para violín, WoO 23 (1853), además de las piezas de concierto de forma libre como Konzertstück op. 86, op. 92 y op. 134. El de piano es el primero en ser compuesto, el único que hizo para este instrumento y el que ha alcanzado mayor difusión. Está considerado como una de las columnas básicas del repertorio para piano y orquesta. Schumann había compuesto en 1841 una fantasía para esta combinación, pero no estando satisfecho con ella la dejó reposar durante un tiempo. En 1845 la revisó cuidadosamente y añadió al inicial otros dos movimientos, con lo que formó su Concierto para piano. 
El resultado fue una obra singular, alejada del modelo de concierto establecido por Mozart y consolidado por Beethoven, que el propio Schumann calificó de «algo entre concierto, sinfonía y gran sonata». Se trata de una partitura de especial dificultad para el solista, pero no es una obra virtuosística en el sentido habitual del término: musicalidad, estilo, sensibilidad, son más necesarios que el deslumbramiento técnico o mecánico. La personalísima orquestación que utilizó su autor contribuye al ámbito intimista de la partitura, alejada de cualquier veleidad de efectismos vulgares.
El estreno de la pieza se celebró el 4 de diciembre de 1845 en el Hotel de Saxe de Dresde, con Clara al piano bajo la batuta de Ferdinand Hiller, a quien estaba dedicada la obra. Poco después, el 1 de enero de 1846, en la Gewandhaus de Leipzig se repitió el concierto con Clara al piano bajo la dirección de Felix Mendelssohn. Finalmente se interpretó en Viena y Praga dirigido por el propio Schumann y de nuevo con su esposa al piano. Hasta casi el final de sus días, en 1896, tocó esta gran artista el concierto de su marido por los auditorios de Europa. Edvard Grieg, que era estudiante en el Conservatorio de Leipzig en aquel momento, escuchó el concierto interpretado por Clara Schumann en 1859 y más tarde reflejó la influencia schumaniana en su Concierto para piano y orquesta en la menor, Op. 16.
El año 1841 constituyó otro annus mirabilis compositivo para Schumann, tras su extraordinario "año de la canción" (1840). Durante este año se crearon las primeras obras orquestales del compositor, incluyendo la Sinfonía n.º 1, Op. 38, la Sinfonía n.º 4, Op. 120 (sustancialmente revisada y publicada una década más tarde), y la Obertura, scherzo y finale, Op. 52. En cada una de estas obras la unidad temática entre los movimientos tiene una importancia central, una idea ampliamente explorada en su obra. En cada una de estas obras, la unidad temática entre los movimientos es de vital importancia, una idea ampliamente explorada en el periodo romántico en formas que van desde la idée fixe de la Sinfonía fantástica de Berlioz (1830) hasta los leitmotiv de los dramas musicales de Wagner.

## Instrumentación
La partitura está escrita para piano solista y una orquesta formada por 2 flautas, 2 oboes, 2 clarinetes, 2 fagotes, 2 trompas, 2 trompetas, timbales y sección de cuerdas. Con esta instrumentación, Schumann eligió para este concierto la orquestación habitual en la música romántica temprana.

## Estructura y análisis
La obra consta de tres movimientos:
- I. Allegro affettuoso, en la menor 4
4
- II. Intermezzo. Andantino grazioso, en fa mayor 2
4
- III. Allegro vivace, en la mayor 3
4

La interpretación de la pieza tiene una duración aproximada de 30 minutos. Aunque en la partitura figuran tres movimientos realmente no hay pausa entre los dos últimos (attacca subito). Los estados de ánimo cambiantes que caracterizan gran parte de la música de Schumann son claramente evidentes en este concierto. No obstante y a pesar del intervalo entre la composición del primer movimiento del concierto y los dos restantes, la unidad entre los movimientos es una de las principales preocupaciones de la obra. El concierto tiene un carácter casi sinfónico, en claro contraste con la visión entonces predominante del concierto como vehículo primordial para la exhibición virtuosística, ejemplificada por las obras concertantes de Franz Liszt y Nicolò Paganini. De hecho, Liszt mostró escaso entusiasmo por el concierto de Schumann y se mofó del compositor (que antes había escrito un "Concierto sin orquesta") refiriéndose a él como un "Concierto sin piano". Aunque las exigencias técnicas de la obra no son desdeñables, están casi totalmente subordinadas al interés temático y a la claridad estructural.

### I.Allegro affettuoso
El primer movimiento, Allegro affettuoso, está escrito en la tonalidad de la menor y en compás de 4/4. El movimiento está construido a grandes rasgos y de manera muy libre según la tradicional forma sonata. Se inicia sin introducción orquestal con un giro descendente y oscuramente marcial. Toda la pieza se vertebra en torno a un precioso tema principal marcado por una gran solemnidad, que se convierte en la fuente primordial de material melódico. De esa manera da lugar a temas estrechamente relacionados que de forma alterna inquietan y en el modo mayor proporcionan un respiro a la sobria atmósfera. El origen está en la Fantasía en la menor para piano y orquesta en un solo movimiento escrita por Schumann en 1841, cuyo núcleo es el desarrollo musical del conflicto entre el bullicioso Florestán y el soñador Eusebius. Estos dos personajes a menudo fueron utilizados por el maestro como sus alter ego para expresar la dualidad del ser. El desarrollo pasa de un estado de ánimo a otro de forma casi vertiginosa, explorando al mismo tiempo las ambigüedades de los distintos componentes de los temas. Schumann utiliza hábilmente la larga cadenza como campo de batalla para un mayor conflicto emocional antes de concluir el movimiento con un retorno decisivo del elevado primer tema.

### II.Intermezzo. Andantino grazioso
El segundo movimiento se titula Intermezzo y lleva la indicación de tempo Andantino grazioso. Está escrito en fa mayor y en compás de 2/4. Hace honor a su doble nombre ya que tiene gracia y finura, además de un tono intimista y romántico. El amoroso diálogo entre solista y orquesta preside todo este tiempo, que, en su última secuencia, retoma el tema del movimiento inicial, que le sirve de lazo de unión con el Allegro vivace final. Muestra ampliamente el inmanente sentido melódico de Schumann dentro de un espectro que va de lo genial a lo poético, pasando por lo exuberantemente anhelante.

### III.Allegro vivace
El tercer y último movimiento, marcado como Allegro vivace, está escrito en la mayor y en compás de 3/4. Comienza sin pausa con un retorno afirmativo en modo mayor del tema principal del primer movimiento. Presenta una gran y variada riqueza melódica, tono sonriente y ritmos marcados, con pasajes sincopados de gran efecto dentro del ámbito de lírica sobriedad que preside la composición. En diversos episodios el compositor hace un uso sorprendente del alegre tema del final, que salta hacia arriba, como cuando se convierte en el tema de un fugato. Las ambigüedades métricas y rítmicas abundan, coloreando el espíritu danzante, y el carácter predominante es de un optimismo desenfrenado que finalmente se hincha hasta el triunfo exuberante.

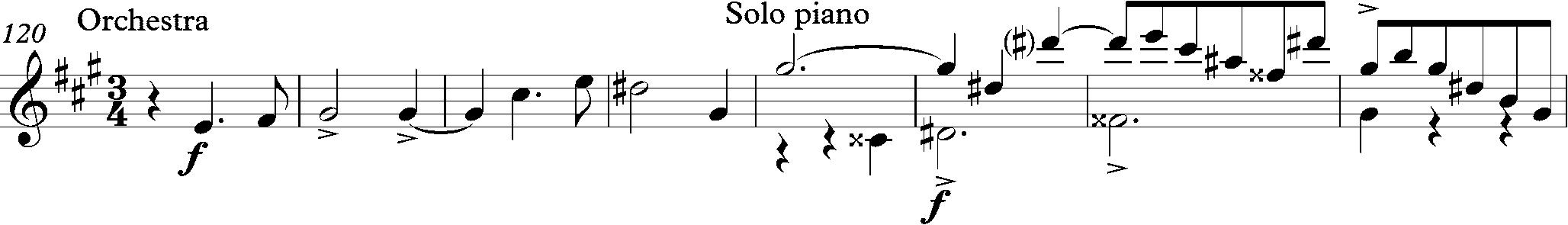
Compases 120 a 127 del último movimiento del concierto.

## Influencia
El concierto de Schumann, como los de Chopin, puede haber servido de modelo para el propio concierto de Grieg (que tiene una tonalidad similar).
El tema de Eusebius que aparece tocado por un oboe y otros instrumentos de viento al principio del concierto, fue sin duda una importante inspiración, posiblemente a través de la suite Goyescas de 1911 del compositor español Enrique Granados, para el bolero "Bésame mucho" de la mexicana Consuelo Velázquez, que se estrenó en 1940 y se convirtió en un éxito mundial.